# 4333 Sinton
4333 Sinton је астероид главног астероидног појаса са средњом удаљеношћу од Сунца која износи 2,235 астрономских јединица (АЈ).
Апсолутна магнитуда астероида је 13,9.